# 1937 год в кино

## Фильмы

### Мировое кино
- «Ангел»/Angel, США (реж. Эрнст Любич)
- «Вальс шампанского»/Champagne Waltz, США (реж. А. Эдвард Сазерленд)
- «Великая иллюзия»/La grand illusion, Франция (реж. Жан Ренуар)
- «Взлёты и падения»/Swing High, Swing Low, США (реж. Митчел Лейзен)
- «Девушка Салема»/Maid of Salem, США (реж. Фрэнк Ллойд)
- «Жизнь даётся один раз»/You Only Live Once, США (реж. Фрица Ланга)
- «Жизнь Эмиля Золя»/The Life of Emile Zola, США (реж. Уильям Дитерле)
- «Звезда родилась»/La grand illusion, США (реж. Уильям Уэллман)
- «Зелёный свет»/Green Light, США (реж. Фрэнк Борзейги)
- «Молодой и невинный»/Young And Innocent, США (реж. Альфред Хичкок)
- «Ничего святого»/Nothing Sacred, США (реж. Уильям Уэллман)
- «Новый рассвет»/Another Dawn, США (реж. Уильям Дитерли)
- «Отважные капитаны»/Captains Courageous, США (реж. Виктор Флеминг)
- «Пленник Зенды»/The Prisoner Of Zenda, США (реж. Джон Кромвель, Вуди ван Дайк)
- «Потанцуем?»/Shall We Dance, США (реж. Марк Сэндрич)
- «Потерянный горизонт»/Lost Horizon, США (реж. Френк Капра)
- «Принц и нищий»/The Prince and the Pauper, США (реж. Уильям Кайли)
- «Стелла Даллас»/Stella Dallas, США (реж. Кинг Видор)
- «Товарищ»/Tovarich, США (реж. Анатоль Литвак)
- «Ураган»/ The Hurricane, США (реж. Джон Форд)
- «Уступи место завтрашнему дню»/ Make Way for Tomorrow, США (реж. Лео Маккэри)
- «Хабанера»/La Habanera, Германия (реж. Детлеф Сирк)
- «Человек, который был Шерлоком Холмсом»/Der Mann, der Sherlock Holmes war, Германия (реж. Карл Хартль)
- «Чистосердечное признание»/True Confession, США (реж. Уэсли Рагглз)
- «Я встретила его в Париже»/I Met Him in Paris, США (реж. Уэсли Рагглз)
- «Я, Клавдий»/I, Claudius, Великобритания (реж. Джозеф фон Штернберг)

### Советское кино

#### Фильмы Азербайджанской ССР
- Буйная ватага (реж. Александр Попов)

#### Фильмы РСФСР
- «Белеет парус одинокий», (реж. Владимир Легошин)

фильм «Ленин в Октябре»

- «Возвращение Максима», (реж. Григорий Козинцев и Леонид Трауберг)
- «Волочаевские дни», (реж. Георгий Васильев и Сергей Васильев)
- «Дума про казака Голоту», (реж. Игорь Савченко)
- «Ленин в Октябре», (реж. Михаил Ромм)
- «Остров сокровищ», (реж. Владимир Вайншток)
- «Пётр Первый», (реж. Владимир Петров)
- «Шахтёры», (реж. Сергей Юткевич)
- «Юность поэта», (реж. Абрам Народицкий)

#### Фильмы УССР
- Назар Стодоля (р/п. Георгий Тасин).

## Знаменательные события
- Во Франции учреждается Приз Луи Деллюка за лучший фильм года.
- 18 июля 1937 года — пожар в студии Twentieth Century Fox.[1]

## Персоналии

### Родились
- 30 января — Ванесса Редгрейв, британская актриса театра и кино, лауреат премии «Оскар» 1978 года.
- 31 января — Регимантас Адомайтис, актёр театра и кино, Народный артист СССР (1985).
- 18 февраля — Константин Григорьев, советский актёр театра и кино, сценарист.
- 25 марта — Елена Козелькова, советская и российская актриса театра и кино.
- 31 марта — Евгений Лазарев, советский и российский актёр театра и кино, театральный режиссёр, Заслуженный артист РСФСР.
- 3 апреля — Аннекатрин Бюргер, немецкая актриса театра, кино и телевидения.
- 18 апреля — Светлана Немоляева, советская и российская актриса.
- 22 апреля — Джек Николсон, американский актёр, сценарист и режиссёр.
- 5 мая — Юрий Назаров, советский и российский актёр театра и кино, Заслуженный артист РСФСР (1984).
- 21 мая — Софико Чиаурели, советская и грузинская актриса, Народная артистка Грузинской ССР (1976), Народная артистка Армянской ССР (1979).
- 30 мая — Александр Демьяненко, советский и российский актёр театра и кино, Народный артист РСФСР.
- 1 июня — Морган Фримен, американский актёр.
- 25 июня — Альберт Филозов, советский и российский актёр театра и кино.
- 28 июля — Виктор Мережко, советский и российский сценарист, режиссёр и актёр.
- 8 августа — Дастин Хоффман, американский актёр, продюсер.
- 12 августа — Томми Бергрен, шведский актёр.
- 18 августа — Роберт Редфорд, американский актёр, независимый режиссёр и продюсер.
- 20 августа — Андрей Кончаловский, российский режиссёр и сценарист.
- 17 сентября — Рудольф Панков, советский и российский актёр.
- 30 октября — Клод Лелуш, французский кинорежиссёр, сценарист, оператор, актёр, продюсер.
- 21 декабря — Джейн Фонда, американская актриса, модель, писательница, продюсер, общественная активистка и филантроп.